# Kościół Podwyższenia Krzyża Świętego w Żołędowie
Kościół Podwyższenia Krzyża Świętego w Żołędowie – katolicki drewniany kościół parafialny zlokalizowany we wsi Żołędowo, w powiecie bydgoskim.

## Historia

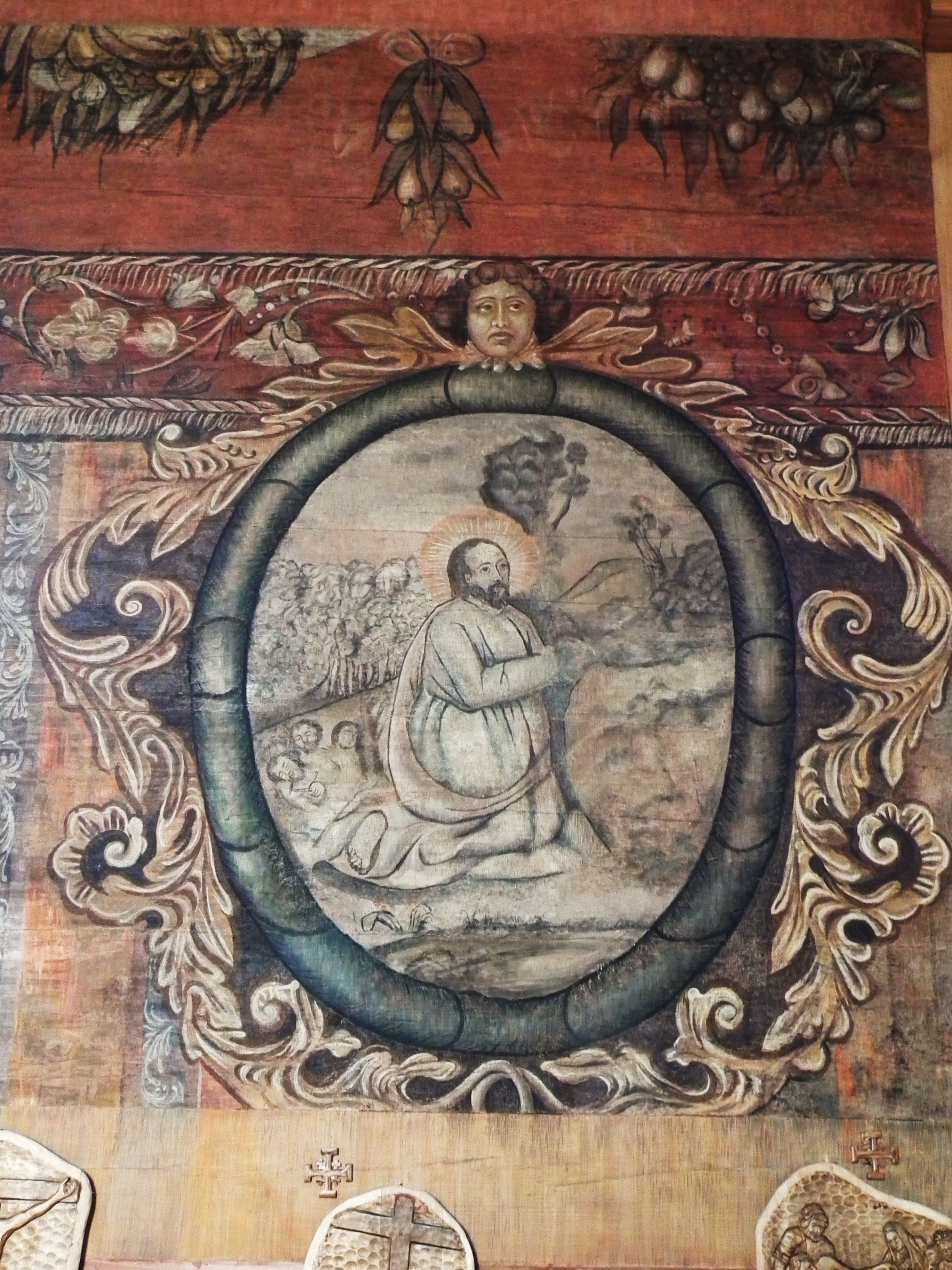
Polichromia

Parafię w Żołędowie założyli miejscowi dziedzice w XVI wieku. Powodem była chęć uniezależnienia się od proboszczów z Wyszogrodu. 20 kwietnia 1720 papież Klemens XI ustanowił odpust na dzień 14 września. W 1715 ufundowano obecną świątynię. Fundatorem był hrabia Moszczeński herbu Nałęcz – lokalny dziedzic. W 1889 dobudowano murowaną kaplicę od północy. W 1899 zbudowano organy. W 2011 na ścianach odkryto polichromie z obrazami męki Chrystusa (w 2019 poddane konserwacji). W 2014 miały miejsce misje święte. W latach 2011–2015 świątynię kompleksowo odrestaurowano (m.in. dzięki staraniom księdza proboszcza Jarosława Kubiaka). 20 maja 2011 odsłonięto pomnik papieża Jana Pawła II fundacji Jerzego Gotowskiego.

## Architektura
Świątynia w konstrukcji wieńcowej, oszalowana. Od południa przylega kaplica z czasu budowy, a od północy późniejsza, z 1889. Wystrój jest barokowy. Ołtarz główny z XVIII wieku z obrazem "Zdjęcie Jezusa Chrystusa z Krzyża". Chrzcielnica również barokowa, pochodzi z pierwszej połowy XVIII wieku. Dwa dzwony z XVI wieku odlał ludwisarz Gerhard Beningk. 

## Otoczenie
Kościół otacza cmentarz z miejscem pamięci narodowej. Na cmentarzu kaplica grobowa Moszczeńskich (druga połowa XIX wieku). W szczycie obiektu umieszczono kartusz z herbem Nałęcz.